# James Cromwell

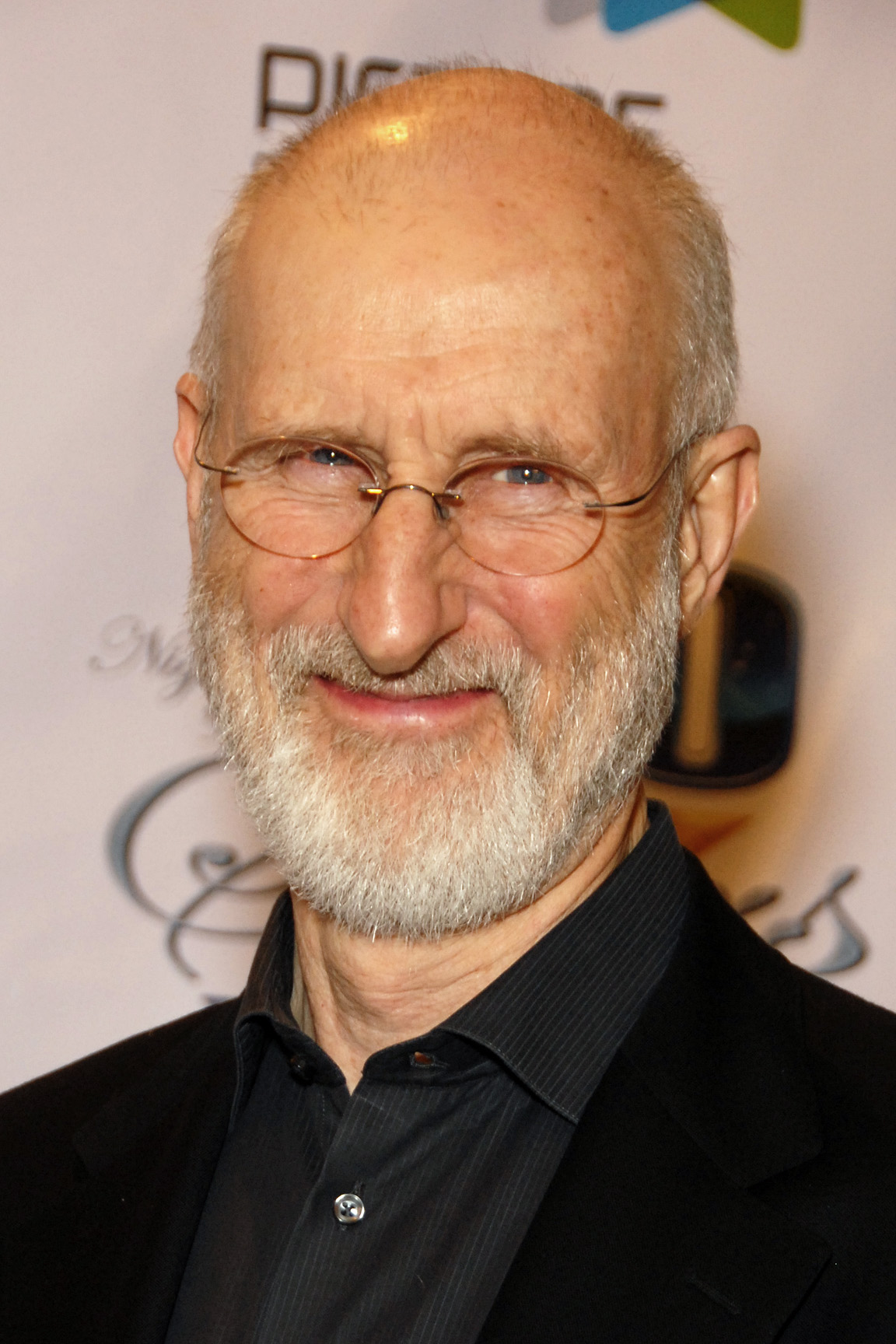
James Cromwell (2010)

James Oliver Cromwell (* 27. Januar 1940 in Los Angeles, Kalifornien) ist ein US-amerikanischer Schauspieler und Emmy-Preisträger.

## Leben
James Cromwell wuchs als Sohn des bekannten Regisseurs John Cromwell und der Schauspielerin Kay Johnson in Manhattan auf. Er wurde einem größeren und internationalen Publikum erst Mitte der 1990er Jahre bekannt. Zuvor war seine Karriere in der Hauptsache auf TV- und Nebenrollen beschränkt. Eine auch im deutschsprachigen Raum bekannte Rolle aus dieser Zeit war 1976 die Rolle des Gehilfen Marcel in der Komödie Eine Leiche zum Dessert.
Seine Karriere bekam Aufwind, seit er 1995 zum ersten Mal den Farmer Arthur Hoggett in Ein Schweinchen namens Babe spielte.
Er wurde für den Oscar in der Kategorie Bester Nebendarsteller nominiert.
Ein Jahr später folgten Rollen in Larry Flynt – Die nackte Wahrheit, L.A. Confidential und Star Trek: Der erste Kontakt, wo er die einprägsame Rolle des Warp-Antrieb-Erfinders Zefram Cochrane spielte. Seit dieser Zeit hat er an zahlreichen bekannten Filmproduktionen mitgewirkt.

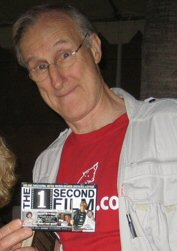
Cromwell (2005)

Im Jahr 2006 sah man ihn als Prince Philip an der Seite von Helen Mirren in dem Zeitdrama Die Queen. 2010 verkörperte er in dem deutsch-italienischen Fernsehzweiteiler Pius XII. die aufgrund ihrer zwiespältigen Haltung zum Holocaust umstrittene päpstliche Titelfigur. 2012 hatte er eine Hauptrolle in der zweiten Staffel von American Horror Story.
Mit einer Körpergröße von 2,01 m gehört James Cromwell zu den körperlich größten Schauspielern. Seit den 1970er Jahren ist er ein ausgesprochener Befürworter des Tierschutzes und seit seiner Rolle in Ein Schweinchen namens Babe ist er Veganer. Bei einer Aktion für die Tierrechtsorganisation PETA wurde er 2001 in Virginia kurzzeitig verhaftet.
Im Dezember 2015 wurde der 75-Jährige im US-Staat New York bei einer Sitzblockade vor einem im Bau befindlichen Gaskraftwerk mit fünf weiteren Klimaschutzaktivisten festgenommen. Ein Richter verhängte gegen die Demonstranten Geldstrafen in Höhe von (je) 375 Dollar (328,57 Euro) wegen Verkehrsbehinderung. Cromwell und zwei weitere lehnten die Zahlung ab und wurden zu je sieben Tagen Gefängnis verurteilt. Cromwell und seine Mitstreiterinnen traten die Strafe an, wurden jedoch bereits nach drei Tagen am folgenden Montag vorzeitig aus der Haft entlassen.
Cromwell war von 1976 bis 1986 mit Anne Ulvestad und von 1986 bis 2006 mit der Schauspielerin Julie Cobb verheiratet. Im Jahr 2014 ehelichte er die Schauspielerin Anna Stuart. Aus erster Ehe gingen drei Kinder hervor.

## Filmografie (Auswahl)
- 1974: Detektiv Rockford – Anruf genügt (The Rockford Files, Fernsehserie, Folge 1x03 The Countess)
- 1976: Eine Leiche zum Dessert (Murder by Death)
- 1977: M*A*S*H (Fernsehserie, Folge 6x03 Last Laugh)
- 1978: Der Schmalspurschnüffler (The Cheap Detective)
- 1980: Wunder in San Francisco (A Christmas Without Snow)
- 1980: Unsere kleine Farm (Little House on the Prairie, Fernsehserie, 2 Folgen)
- 1984: Die Rache der Eierköpfe (Revenge of the Nerds)
- 1984: The House of God
- 1984: Der Tank (Tank)
- 1984–1985: Dallas (Fernsehserie, 3 Folgen)
- 1985: Knight Rider (Fernsehserie, Folge 3x19 Ten Wheel Trouble)
- 1985: Trio mit vier Fäusten (Fernsehserie, Folge 2x17 Girls Night Out)
- 1985: Hunter (Fernsehserie, Folge 1x20: Sniper)
- 1985: Explorers – Ein phantastisches Abenteuer (Explorers)
- 1985: Hardcastle & McCormick (Fernsehserie, Folge 2x20 "Streifenpolizist")
- 1985: Unbekannte Dimensionen (The Twilight Zone, Fernsehserie)
- 1985–1986: Agentin mit Herz (Scarecrow and Mrs. King, Fernsehserie, 2 Folgen)
- 1986: Magnum (Magnum, P.I., Fernsehserie, Folge 6x20 Photo Play)
- 1986: Ärger, nichts als Ärger (A Fine Mess)
- 1987: Die Supertrottel (Revenge of the Nerds II: Nerds in Paradise)
- 1989: Pink Cadillac
- 1990: Katastrophenflug 243 (Miracle Landing)
- 1990–1993: Raumschiff Enterprise – Das nächste Jahrhundert (Star Trek: The Next Generation, Fernsehserie, 3 Folgen, verschiedene Rollen)
- 1992: The Babe – Ein amerikanischer Traum (The Babe)
- 1993: Romeo Is Bleeding
- 1994: Hör mal, wer da hämmert (Home Improvement, Fernsehserie Folge 4x09 My Dinner with Wilson)
- 1995: Ein Schweinchen namens Babe (Babe)
- 1995: Renegade – Gnadenlose Jagd (Renegade, Fernsehserie, Folge 3x15 Im Kerker des Professors)
- 1995: Star Trek: Deep Space Nine (Fernsehserie, Folge 4x07 Starship Down)
- 1996: Eraser
- 1996: Larry Flynt – Die nackte Wahrheit (The People vs. Larry Flynt)
- 1996: Star Trek: Der erste Kontakt (Star Trek: First Contact)
- 1997: Die Abenteuer des kleinen Indianerjungen Little Tree (The Education of Little Tree)
- 1997: Abenteuer auf der Schäferinsel (Owd Bob)
- 1997: L.A. Confidential
- 1998: Deep Impact
- 1998: Schweinchen Babe in der großen Stadt (Babe: Pig in the City)
- 1998: Species II
- 1999: Wehrlos – Die Tochter des Generals (The General’s Daughter)
- 1999: Schnee, der auf Zedern fällt (Snow Falling on Cedars)
- 1999: The Green Mile
- 1999: Der Junggeselle (The Bachelor)
- 1999: Citizen Kane – Die Hollywood-Legende (RKO 281)
- 2000: Space Cowboys
- 2000: Fail Safe – Befehl ohne Ausweg (Fail Safe)
- 2001: Emergency Room – Die Notaufnahme (ER, Fernsehserie, 4 Folgen)
- 2001: Star Trek: Enterprise (Enterprise, Fernsehserie, Folge 1x01 Broken Bow: Part 1)
- 2002: Der Anschlag (The Sum of All Fears)
- 2002: Spirit – Der wilde Mustang (Spirit: Stallion of the Cimarron, Stimme für The Colonel)
- 2003: Engel in Amerika (Angels in America, Fernsehsechsteiler, 2 Folgen)
- 2003: The Snow Walker – Wettlauf mit dem Tod (The Snow Walker)
- 2003–2005: Six Feet Under – Gestorben wird immer (Six Feet Under, Fernsehserie, 27 Folgen)
- 2004: Salem’s Lot – Brennen muss Salem (Salem’s Lot)
- 2004: I, Robot
- 2005: Spiel ohne Regeln (The Longest Yard)
- 2005: Papst Johannes Paul II. (Pope John Paul II., Fernsehfilm)
- 2006: Die Queen (The Queen)
- 2007: 24 (Fernsehserie, 8 Folgen)
- 2007: Spider-Man 3
- 2007: Geliebte Jane (Becoming Jane)
- 2008: W. – Ein missverstandenes Leben (W.)
- 2008: Tortured
- 2008: My Own Worst Enemy (Fernsehserie, 9 Folgen)
- 2009: Last Impact – Der Einschlag (Impact)
- 2009: Surrogates – Mein zweites Ich (Surrogates)
- 2010: Pius XII. (Fernsehfilm)
- 2010: Secretariat – Ein Pferd wird zur Legende (Secretariat)
- 2011: The Artist
- 2011: Admissions
- 2012: Memorial Day
- 2012: Für immer dein (Still Mine)
- 2012: Soldiers of Fortune
- 2012: Cowgirls ’n Angels – Ein himmlisches Pferdeabenteuer (Cowgirls ’n Angels)
- 2012: Boardwalk Empire (Fernsehserie)
- 2012–2013: American Horror Story (Fernsehserie, 10 Folgen)
- 2013: Anklage: Mord – Im Namen der Wahrheit (The Trials of Kate McCall)
- 2014: Baymax – Riesiges Robowabohu (Big Hero 6, Stimme von Robert Callaghan)
- 2014–2015: Murder in the First (Fernsehserie, 10 Folgen)
- 2015: Halt and Catch Fire (Fernsehserie, 8 Folgen)
- 2016: The Young Pope (Fernsehserie)
- 2017: Marshall
- 2018: Jurassic World: Das gefallene Königreich (Jurassic World: Fallen Kingdom)
- 2018–2019: Counterpart (Fernsehserie, 3 Folgen)
- 2018–2019: Berlin Station (Fernsehserie)
- 2018–2023: Succession (Fernsehserie, 6 Folgen)
- 2019: Die Geldwäscherei (The Laundromat)
- 2020: Operation Buffalo (Miniserie)
- 2020: Emperor
- 2022: Law & Order: Organized Crime (Fernsehserie, 2 Folgen)
- 2022: Star Trek: Lower Decks (Fernsehserie, Stimme, 1 Folge)
- 2022–2023: Julia (Fernsehserie, 3 Folgen)
- 2024: John Sugar (Sugar, Miniserie)
- 2024: Rebel Ridge

## Auszeichnungen und Nominierungen
Oscar
- 1996: Nominiert als bester Nebendarsteller für Ein Schweinchen namens Babe

Emmy-Award
- 2013: Bester Nebendarsteller in der Kategorie Beste Miniserie und Film für American Horror Story

Canadian Screen Award
- 2013: Bester Hauptdarsteller für Für immer dein